# Упразднённые районы субъектов Российской Федерации
Упразднённые после 1991 года административные районы в составе субъектов Российской Федерации, представлены в списке ниже.
На 2021 год полностью упразднены районы Московской области.

## Список районов
Список районов разделён на четыре группы в их хронологической последовательности:
- упразднённые до 2003 года, до проведения административно-территориальной реформы;
- упразднённые в 2004—2009 годах, в ходе начального этапа административно-территориальной реформы (сопровождавшей муниципальную);
- упразднённые в 2010—2019 годах, после основного этапа реформы;
- упразднённые с 2019 года.

В примечаниях указываются информация о последовавших преобразованиях и иного рода дополнительные сведения.

### Районы, упразднённые до проведения административной реформы
наверх к оглавлению
Административные районы, упразднённые до 2003 года, то есть до проведения административной реформы.
| Субъект РФ          | Административный район | Год упразднения | Комментарии |
| ------------------- | ---------------------- | --------------- | --- |
| Воронежская область | Борисоглебский         | 1996            | Преобразован в город-район Борисоглебск (город-район — «урбанизированная административно-территориальная единица, которая по характеру занятий большинства её жителей может быть отнесена в установленном законодательством порядке к категории городов, однако обладает протяжённой территорией и чётко выделенной пригородной зоной — зоной перспективного развития городского населённого пункта») примечания |
| Пермская область    | Добрянский             | 1993            | Преобразован в город обл. подч. Добрянку с подчинёнными н.п. (с 1996: город обл. знач.) |
| Пермская область    | Лысьвенский            | 2001            | Преобразован в город обл. знач. Лысьву с подчинёнными н.п. |
| Пермская область    | Чайковский             | 1994            | Преобразован в город обл. знач. Чайковский с подчинёнными н.п. (с 1996 года город областного значения) |
| Пермская область    | Чусовской              | 2001            | Преобразован в город обл. знач. Чусовой с подчинёнными н.п. |
| Пермская область    |                        | примечания      | |
| Приморский край     | Дальнегорский          | 1997            | Н.п. упразднённого района отнесены в подчинение городу кр. подч. Дальнегорску |

### Районы, упразднённые в ходе административной реформы
наверх к оглавлению
Районы, упразднённые в 2004—2009 годах, во время основного этапа административной реформы, сопровождавшей муниципальную.
| Субъект РФ                                                    | Административный район                   | Год упразднения | Комментарии |
| ------------------------------------------------------------- | ---------------------------------------- | --------------- | --- |
| Московская область                                            | Химкинский                               | 2005            | 2004: все н.п. включены в состав Химок. 2005: район преобразован в город обл. подч. Химки |
| Пензенская область                                            | Кондольский                              | 2006            | Объединены Кондольский и Пензенский районы, адм. центр новообразованного Пензенского района утверждён в селе Кондоль |
| Приморский край                                               | Лесозаводский                            | 2006            | Н.п. упразднённого района отнесены в подчинение городу кр. подч. Лесозаводску |
| Приморский край                                               | Уссурийский                              | 2006            | Н.п. упразднённого района отнесены в подчинение городу кр. подч. Уссурийску |
| Таймырский (Долгано-Ненецкий) автономный округ (до 2007 года) | Диксонский* Усть-Енисейский* Хатангский* | 2007            | Диксонский, Усть-Енисейский, Хатангский районы упразднены, образован Таймырский Долгано-Ненецкий район; Таймырский Долгано-Ненецкий район включён в состав Красноярского края в результате объединения Таймырского (Долгано-Ненецкого) автономного округа с Красноярским краем как адм.-терр. ед. с особым статусом |
| Эвенкийский автономный округ (до 2007 года)                   | Байкитский Илимпийский Тунгусско-Чунский | 2006            | Байкитский, Илимпийский и Тунгусско-Чунский районы упразднены, образован Эвенкийский район примечания |

### Административные районы, упразднённые в 2010—2019 годах
наверх к оглавлению
Административные районы, упразднённые после проведения основного этапа муниципальной реформы до введения 1 мая 2019 года.
| Субъект РФ                 | Административный район | Год упразднения | Комментарии |
| -------------------------- | ---------------------- | --------------- | --- |
| Алтайский край             | Славгородский          | 2012            | Н.п. упразднённого района отнесены в подчинение городу кр. знач. Славгороду                                                                                                  |
| Московская область         | Балашихинский          | 2011            | Преобразован в город обл. подч. Балашиху |
| Московская область         | Волоколамский          | 2019            | Преобразован в город обл. подч. Волоколамск |
| Московская область         | Воскресенский          | 2019            | Преобразован в город обл. подч. Воскресенск |
| Московская область         | Дмитровский            | 2018            | Преобразован в город обл. подч. Дмитров |
| Московская область         | Домодедовский          | 2011            | Преобразован в город обл. подч. Домодедово |
| Московская область         | Егорьевский            | 2015            | Преобразован в город обл. подч. Егорьевск |
| Московская область         | Зарайский              | 2017            | Преобразован в город обл. подч. Зарайск |
| Московская область         | Истринский             | 2017            | Преобразован в город обл. подч. Истру |
| Московская область         | Каширский              | 2015            | Преобразован в город обл. подч. Каширу |
| Московская область         | Клинский               | 2017            | Преобразован в город обл. подч. Клин |
| Московская область         | Коломенский            | 2017            | Объединён с городом обл. подч. Коломной |
| Московская область         | Красногорский          | 2017            | Преобразован в город обл. подч. Красногорск |
| Московская область         | Луховицкий             | 2017            | Преобразован в город обл. подч. Луховицы |
| Московская область         | Люберецкий             | 2017            | Преобразован в город обл. подч. Люберцы |
| Московская область         | Можайский              | 2018            | Преобразован в город обл. подч. Можайск |
| Московская область         | Мытищинский            | 2015            | Преобразован в город обл. подч. Мытищи |
| Московская область         | Наро-Фоминский         | 2017            | Преобразован в город обл. подч. Наро-Фоминск |
| Московская область         | Ногинский              | 2018            | Часть н.п. передана в состав города обл. подч. Электросталь, оставшаяся часть района преобразована в город обл. подч. Ногинск                                                |
| Московская область         | Одинцовский            | 2019            | Преобразован в город обл. подч. Одинцово, город обл. подч. Звенигород отнесён в подчинение городу обл. подч. Одинцово                                                        |
| Московская область         | Озёрский               | 2015            | Преобразован в город обл. подч. Озёры |
| Московская область         | Орехово-Зуевский       | 2018            | Часть н.п. передана в состав города обл. подч. Орехово-Зуево, оставшаяся часть района преобразована в город обл. подч. Ликино-Дулёво                                         |
| Московская область         | Павлово-Посадский      | 2017            | Преобразован в гор. округ, адм. район преобразован в город обл. подч. Павловский Посад                                                                                       |
| Московская область         | Подольский             | 2015            | Объединён с городами обл. подч. Подольском и Климовском в новообразованный город обл. подч. Подольск (город Климовск непосредственно включён в состав города Подольска)      |
| Московская область         | Пушкинский             | 2019            | Преобразован в город обл. подч. Пушкино |
| Московская область         | Раменский              | 2019            | Преобразован в город обл. подч. Раменское |
| Московская область         | Рузский                | 2017            | Преобразован в город обл. подч. Рузу |
| Московская область         | Сергиево-Посадский     | 2019            | Преобразован в город обл. подч. Сергиев Посад |
| Московская область         | Серебряно-Прудский     | 2015            | Преобразован в пгт обл. подч. Серебряные Пруды |
| Московская область         | Серпуховский           | 2019            | Объединён с городом обл. подч. Серпуховом |
| Московская область         | Солнечногорский        | 2019            | Преобразован в город обл. подч. Солнечногорск |
| Московская область         | Ступинский             | 2017            | Преобразован в город обл. подч. Ступино |
| Московская область         | Талдомский             | 2018            | Преобразован в город обл. подч. Талдом |
| Московская область         | Чеховский              | 2017            | Преобразован в город обл. подч. Чехов |
| Московская область         | Шатурский              | 2017            | Преобразован в город обл. подч. Шатуру |
| Московская область         | Шаховской              | 2015            | Преобразован в пгт обл. подч. Шаховская |
| Московская область         | Щёлковский             | 2019            | 2018: часть н.п. передана в состав города обл. подч. Лосино-Петровского, оставшаяся часть района преобразована в город обл. подч. Щёлково                                    |
| Московская область         |                        | примечания      | |
| Нижегородская область      | Борский                | 2010            | Преобразован в город обл. знач. Бор |
| Нижегородская область      | Выксунский             | 2011            | Преобразован в город обл. знач. Выксу |
| Нижегородская область      | Кулебакский            | 2015            | Преобразован в город обл. знач. Кулебаки |
| Нижегородская область      | Навашинский            | 2015            | Преобразован в город обл. знач. Навашино |
| Нижегородская область      | Первомайский           | 2012            | Преобразован в город обл. знач. Первомайск |
| Нижегородская область      | Перевозский            | 2017            | Преобразован в город обл. знач. Перевоз |
| Нижегородская область      | Семёновский            | 2010            | Преобразован в город обл. знач. Семёнов |
| Нижегородская область      | Чкаловский             | 2015            | Преобразован в город обл. знач. Чкаловск |
| Нижегородская область      | Шахунский              | 2011            | Преобразован в город обл. знач. Шахунью |
| Тверская область           | Вышневолоцкий          | 2019            | Объединён с городом обл. знач. Вышним Волочком, образовавшим отдельный округ, в Вышневолоцкий гор. округ, город обл. знач. Вышний Волочёк наделён статусом города окр. знач. |
| Тверская область           | Кашинский              | 2018            | Преобразован в Кашинский гор. округ, город р. знач. Кашин наделён статусом города окр. знач.                                                                                 |
| Тверская область           | Нелидовский            | 2018            | Преобразован в Нелидовский гор. округ, город р. знач. Нелидово наделён статусом города окр. знач.                                                                            |
| Тверская область           | Осташковский           | 2017            | Преобразован в Осташковский гор. округ, город р. знач. Осташков наделён статусом города окр. знач.                                                                           |
| Тверская область           | Удомельский            | 2015            | Преобразован в Удомельский гор. округ, город р. знач. Удомля наделён статусом города окр. знач.                                                                              |
| Тверская область           |                        | примечания      | |
| Чукотский автономный округ | Беринговский           | 2011            | Анадырский и Беринговский районы объединены в Анадырский район |
| Чукотский автономный округ | Шмидтовский            | 2011            | Иультинский и Шмидтовский районы объединены в Иультинский район |

### Административные районы, упразднённые с 1 мая 2019 года
наверх к оглавлению
Административные районы, упразднённые с 1 мая 2019 года.
| Субъект РФ              | Административный район | Год упразднения | Комментарии |
| ----------------------- | ---------------------- | --------------- | --- |
| Амурская область        | Белогорский            | 2020            | Преобразован в Белогорский мун. округ |
| Амурская область        | Бурейский              | 2021            | Преобразован в Бурейский мун. округ |
| Амурская область        | Завитинский            | 2021            | Преобразован в Завитинский мун. округ |
| Амурская область        | Ивановский             | 2021            | Преобразован в Ивановский мун. округ |
| Амурская область        | Ромненский             | 2020            | Преобразован в Ромненский мун. округ |
| Амурская область        | Тындинский             | 2021            | Преобразован в Тындинский мун. округ |
| Калининградская область | Балтийский             | 2019            | 2010: Балтийский гор. округ как адм.-терр. ед. (тип — город обл. знач.) преобразован в адм. район, 2019: Балтийский адм. район преобразован в город обл. знач.                |
| Калининградская область | Светлогорский          | 2019            | 2010: Светлогорский гор. округ как адм.-терр. ед. (тип — город обл. знач.) преобразован в адм. район, 2019: Светлогорский адм. район преобразован в город областного значения |
| Красноярский край       | Пировский              | 2021            | Преобразован в Пировский округ |
| Красноярский край       | Тюхтетский             | 2021            | Преобразован в Тюхтетский округ |
| Красноярский край       | Шарыповский            | 2021            | Преобразован в Шарыповский округ |
| Московская область      | Ленинский              | 2019            | Преобразован в город обл. подч. Видное |
| Московская область      | Лотошинский            | 2019            | Преобразован в пгт обл. подч. Лотошино |
| Саратовская область     | Саратовский район      | 2022            | Преобразован в адм. район |
| Тверская область        | Андреапольский         | 2019            | Преобразован в Андреапольский мун. округ, город р. знач. Андреаполь наделён статусом города окр. знач.                                                                        |
| Тверская область        | Весьегонский           | 2019            | Преобразован в Весьегонский мун. округ, город р. знач. Весьегонск наделён статусом города окр. знач.                                                                          |
| Тверская область        | Западнодвинский        | 2020            | Преобразован в Западнодвинский мун. округ, город р. знач. Западная Двина наделён статусом города окр. знач.                                                                   |
| Тверская область        | Краснохолмский         | 2020            | Преобразован в Краснохолмский мун. округ, город р. знач. Красный Холм наделён статусом города окр. знач.                                                                      |
| Тверская область        | Лесной                 | 2019            | Преобразован в Лесной мун. округ |
| Тверская область        | Лихославльский         | 2021            | Преобразован в Лихославльский мун. округ, город р. знач. Лихославль наделён статусом города окр. знач.                                                                        |
| Тверская область        | Молоковский            | 2021            | Преобразован в Молоковский мун. округ |
| Тверская область        | Оленинский             | 2019            | Преобразован в Оленинский мун. округ |
| Тверская область        | Пеновский              | 2020            | Преобразован в Пеновский мун. округ |
| Тверская область        | Рамешковский           | 2021            | Преобразован в Рамешковский мун. округ |
| Тверская область        | Сандовский             | 2020            | Преобразован в Сандовский мун. округ |
| Тверская область        | Селижаровский          | 2020            | Преобразован в Селижаровский мун. округ |
| Тверская область        | Спировский             | 2021            | Преобразован в Спировский мун. округ |
| Тверская область        |                        | примечания      | |

### Особые случаи
наверх к оглавлению
Субъекты Российской Федерации, в которых в соответствии с законами в качестве административно-территориальных единиц указаны муниципальные районы:
- Амурская область (в законе об административно-территориальном устройстве[110] и в Уставе[111]);
- Воронежская область[3];
- Ленинградская область[112] (также в АГКГН[113]);
- Новосибирская область (одновременно административные и муниципальные районы согласно закону об административно-территориальном устройстве[114], но в Уставе именно районы[115];
- Ростовская область[116] (но в Уставе именно районы[117]);
- Ставропольский край (до 2020 года; одновременно с районами как территориальными единицами[118][119]; см. ниже);
- Тверская область[81][82][83][84] (см. выше).

На территории Тверской области преобразование административных районов в округа производится одновременно с преобразованием муниципальных районов в городские (2015—2019) и муниципальные (с 2019) округа. На территории Ставропольского края муниципальные и соответствующие им административные районы преобразованы в 2015—2020 в городские и муниципальные округа, территориальные районы сохраняют свой статус. На территории Амурской области преобразование административных районов в муниципальные округа зафиксировано в законе об административно-территориальном устройстве. В остальных указанных регионах на 2021 год преобразования не производятся.

#### Районы Амурской области
наверх к оглавлению
Согласно закону об административно-территориальном устройстве с изменениями от 24 декабря 2020 года и Уставу и Реестру, административно-территориальными единицами области являются муниципальные образования (сельские и городские поселения, муниципальные районы, муниципальные округа, городские округа), а также населённые пункты, не являющиеся муниципальными образованиями, соответственно, преобразование района в муниципальный округ является административно-территориальным преобразованием.

#### Районы Ставропольского края
наверх к оглавлению
В результате проведённой в 2004 году муниципальной и, в соответствии с ней, в 2005—2006 годах административно-территориальной реформы муниципальные образования (городские округа, муниципальные районы) были определены как административно-территориальные единицы, а соответствовавшие им города краевого значения и районы как территориальные.
В 2015—2017 годах большинство муниципальных районов было преобразовано в городские округа, а в 2020-м оставшиеся в муниципальные округа, это преобразование носило, таким образом, характер как муниципальный, так и административно-территориальный. Территориальные районы сохранили свой статус, но все сельсоветы и поссоветы были упразднены.
| Субъект РФ          | Административный район | Год упразднения | Комментарии |
| ------------------- | ---------------------- | --------------- | --- |
| Ставропольский край | Александровский        | 2020            | Преобразован в Александровский мун. округ |
| Ставропольский край | Андроповский           | 2020            | Преобразован в Андроповский мун. округ |
| Ставропольский край | Апанасенковский        | 2020            | Преобразован в Апанасенковский мун. округ |
| Ставропольский край | Арзгирский             | 2020            | Преобразован в Арзгирский мун. округ |
| Ставропольский край | Благодарненский        | 2017            | Преобразован в Благодарненский гор. округ |
| Ставропольский край | Будённовский           | 2020            | Преобразован в Будённовский мун. округ |
| Ставропольский край | Георгиевский           | 2017            | Объединён с городом Георгиевском, образовывавшим отдельный гор. округ, в Георгиевский гор. округ, город Георгиевск включён в состав территориального района с сохранением статуса города кр. знач. |
| Ставропольский край | Грачёвский             | 2020            | Преобразован в Грачёвский мун. округ |
| Ставропольский край | Изобильненский         | 2017            | Преобразован в Изобильненский гор. округ |
| Ставропольский край | Ипатовский             | 2017            | Преобразован в Ипатовский гор. округ |
| Ставропольский край | Кировский              | 2017            | Преобразован в Кировский гор. округ |
| Ставропольский край | Кочубеевский           | 2020            | Преобразован в Кочубеевский мун. округ |
| Ставропольский край | Красногвардейский      | 2020            | Преобразован в Красногвардейский мун. округ |
| Ставропольский край | Курский                | 2020            | Преобразован в Курский мун. округ |
| Ставропольский край | Левокумский            | 2020            | Преобразован в Левокумский мун. округ |
| Ставропольский край | Минераловодский        | 2015            | Преобразован в Минераловодский гор. округ |
| Ставропольский край | Нефтекумский           | 2017            | Преобразован в Нефтекумский гор. округ |
| Ставропольский край | Новоалександровский    | 2017            | Преобразован в Новоалександровский гор. округ |
| Ставропольский край | Новоселицкий           | 2020            | Преобразован в Новоселицкий мун. округ |
| Ставропольский край | Петровский             | 2017            | Преобразован в Петровский гор. округ |
| Ставропольский край | Предгорный             | 2020            | Преобразован в Предгорный мун. округ, 3 с.н.п. переданы в город-курорт Кисловодск |
| Ставропольский край | Советский              | 2017            | Преобразован в Советский гор. округ |
| Ставропольский край | Степновский            | 2020            | Преобразован в Степновский мун. округ |
| Ставропольский край | Труновский             | 2020            | Преобразован в Труновский мун. округ |
| Ставропольский край | Туркменский            | 2020            | Преобразован в Туркменский мун. округ |
| Ставропольский край | Шпаковский             | 2020            | Преобразован в Шпаковский мун. округ |